# Yie Ar Kung-Fu
Yie Ar Kung-Fu (Japans: イー・アル・カンフー; Ī Aru Kanfū) is een computerspel dat door Konami werd ontwikkeld waarin het hoofdpersonage Oolong de oosterse vechtsporten beoefent. Dit spel werd in 1985 met succes uitgebracht in de speelhal en werd later geconverteerd naar vrijwel elk bestaand (spel)computersysteem. In 1986 verscheen een tweede deel onder de naam Yie Ar Kung-Fu 2.

## Personages
De krijgskunstenmeesters staan hieronder vermeld:
BuchuBuchu is een grote sumoworstelaar die met een springbeweging Oolongs lichaam probeert te raken. Buchu kan dan wel groot zijn maar hij is zeer traag. Buchu gebruikt geen wapens tijdens de strijd. Hij is de eerste tegenstander en wellicht de makkelijkste.
StarOolongs eerste vrouwelijke tegenstander. Star is een jong ninjameisje in een roze jumpsuit die shuriken (werpsterren) werpt om Oolong te bevechten, naast snelle sla- en schopbewegingen.
NunchaNuncha is een man in een gele gi die nunchaku's (of nunchucks) in Oolongs richting slingert om hem te bevechten.
PolePole is een kleine man met een bo en deze op Oolong gebruikt. Pole gebruikt de Bo ook om een extra impuls te geven aan zijn bewegingen.
FeedleFeedle is in wezen een duurzaamheidstest voor Oolong. Feedle is onbewapend maar heeft de eigenschap te splitsen in drie verschillende wezens. Om te winnen moet Oolong alle drie Feedles verslaan. Deze ronde is niet in alle computerversies aanwezig.
ChainChain wacht op Oolong aan het begin van de tweede ronde. Hij is een grote man die een reuzenketting, met aan het einde een klauw naar Oolong slingert. Chain heeft ook een tatoeage met het Chinese symbool voor "dood" op zijn linkerarm.
ClubClub is een andere grote man die Oolong aanvalt. Club slaat met een knuppel (bonbori) en draagt een schild aan zijn rechterarm om de aanvallen van Oolong af te weren.
FanFan is een andere vrouwelijke strijder die een rode cheongsam draagt en meer vrouwelijk is dan Star. Fan werpt stalen waaiers als shuriken in Oolongs richting en is zeer snel en agressief.
SwordSword is een gevaarlijke strijder die Oolong bevecht met een Dao-zwaard en beschikt over indrukwekkende luchtsprongbewegingen.
TonfunTonfun is de laatste tegenstander die Oolong moet verslaan voordat hij het op moet nemen tegen zijn ultieme uitdager: Blues. Tonfun valt aan met 2 tonfas en snel geplaatste vechtkunsttechnieken. Oolong moet zijn aanvallen goed timen en hopen dat Tonfun een fout maakt om te kunnen overleven en uiteindelijk zegevieren.
BluesBlues is het spiegelbeeld van Oolong en beheerst al zijn bewegingen. Oolong moet op zoek naar de zwakheden van Blues om hem te kunnen verslaan. Als Blues wordt verslagen dan wordt Oolong uitgeroepen tot winnaar en begint het spel opnieuw met Buchu.

## Verborgen personages
Aan het spel Konami Arcade Classics: Advanced voor de GBA zijn door Konami twee nieuwe personages toegevoegd en die luisteren naar de namen Bishoo en Clayman. Veel is niet over deze personages bekend.

## Andere platforms
| Jaar | Platform                                                                         |
| ---- | -------------------------------------------------------------------------------- |
| 1985 | Arcade, MSX, NES                                                                 |
| 1986 | Amstrad CPC, BBC Micro, Commodore 64, Electron, Commodore 16 Plus/4, ZX Spectrum |
| 2007 | Xbox 360                                                                         |
| 2008 | Wii Virtual Console                                                              |
| 2013 | Nintendo 3DS                                                                     |

- In 1987 stond het spel op de compilatiespel Konami Coin-op Hits samen met Green Beret, Hyper Sports en Mikie.
- Dit spel werd heruitgebracht als televisiespelletje dat rechtstreeks op een televisie kan worden aangesloten.
- In 1997 was het spel bijgesloten bij Konami Antiques: MSX Collection Vol. 1.
- In 2005 kwam het spel uit voor de PlayStation 2 in Japan via de Oretachi Geasen Zoku Sono-serie.
- In 2007 kwam het spel uit voor de Xbox Arcade Live en Xbox 360 via de Konami Classics Series: Arcade Hits.
- In juli 2010 stelde Microsoft het spel beschikbaar voor de Xbox 360 via de Game Room.

## Ontvangst
| Beoordeeld door                       | Platform     | Datum            | Score |
| ------------------------------------- | ------------ | ---------------- | ----- |
| ACE (Advanced Computer Entertainment) | Commodore 64 | november 1989    | 100%  |
| Amtix!                                | Amstrad CPC  | januari 1986     | 96%   |
| Pixel-Heroes.de                       | Commodore 64 | september 2003   | 90%   |
| Your Sinclair                         | ZX Spectrum  | maart 1986       | 80%   |
| TeamXbox                              | Xbox 360     | 15 augustus 2007 | 75%   |
| GameSpot                              | Xbox 360     | 19 juli 2007     | 55%   |
| UOL Jogos                             | Xbox 360     | 25 juli 2007     | 40%   |
| Lawrence                              | Xbox 360     | 13 augustus 2007 | 40%   |
| IGN                                   | Xbox 360     | 23 juli 2007     | 40%   |
| Eurogamer.net (GB)                    | Xbox 360     | 21 juli 2007     | 20%   |

## Trivia
- Het spel is opgenomen in het boek 1001 Video Games You Must Play Before You Die van Tony Mott.
- Yie-Ar wordt uitgesproken als jie-ar. In het Chinees heeft het de betekenis van één-twee.
- Oolong betekent "Zwarte Draak"
- Star en Fan worden beschouwd als de eerste vrouwelijke strijders in een computerspel, vóór Street Fighter II's Chun-Li.
- Blues is een verbastering van Bruce, dat weer verwijst naar Bruce Lee.
- Nuncha nunchucks en het gele kostuum zijn afkomstig uit Bruce Lees film Game Of Dead.